# Jože Boncelj
Jože Boncelj, slovenski pravnik, teoretik zavarovalne ekonomije, * 26. januar 1911, Dunaj, † 23. julij 1986, Ljubljana.

## Življenje in delo
Diplomiral je na zagrebški Pravni fakulteti in prav tam 1936 tudi doktoriral. Za zavarovalno tehniko se je strokovno izpopolnjeval v tujini in 1939 končal dvoletni visokošolski tečaj v Pragi in na Dunaju. Na področju zavarovanja je služboval v Zagrebu, po končani vojni je postal šef aktuar v Zavarovalnem zavodu Slovenije v Ljubljani. Od 1950 je bil docent in v letih 1965−1983 redni profesor za zavarovanje na Pravni fakulteti v Ljubljani. Pedagoško in znanstveno je delal na področju splošnega zavarovanja in zavarovalne tehnike, ekonomike zavarovanja in zunanjetrgovinskega zavarovanja. Uveljavil se je kot pisec številnih del, ki so zajeta v 70-tih knjižnih enotah, o zavarovanju in zavarovanstvu. Z referati je sodeloval na mnogih domačih in tujih kongresih.Njegovo najpomembnejše delo je knjiga Zavarovalna ekonomika (1983), v kateri je teoretično prikazal celotno zavarovanje in zavarovalstvo.